# Газохімічний комплекс
Газохімі́чний ко́мплекс (англ. gas-and-chemical complex; нім. gaschemischer komplex) — підприємство по видобуванню і глибокій переробці багатокомпонентного природного горючого газу.
Створюється на базі одного або групи родовищ природного газу.
Газохімічний комплекс охоплює:
- газові промисли,
- газопереробні заводи,
- підприємства по транспортуванню газу, конденсату, сірки та інших компонентів,
- підземні сховища для продуктів газопереробки.

В окремих випадках в газохімічний комплекс можуть входити хімічні заводи по виробництву синтетичних матеріалів і виробів з них.
Основні види продукції газохімічного комплексу:
- сухий газ (торгова назва — горючий газ), який подається до магістральних газопроводів; стабільний вуглеводневий конденсат (вуглеводні від пентану і вище);
- газова сірка (торгова назва — технічна сірка);
- широка фракція легких вуглеводнів (торгова назва — нестабільний газовий бензин) — пропан-бутанова фракція вуглеводнів;
- паливний газ низького тиску (технічна назва — паливний газ), який використовується як паливо даного підприємства.

На газохімічному комплексі з природного газу може також видобуватись гелій та інші компоненти, які використовуються у виробництві продуктів побутової хімії, добрив та ін.
Широке будівництво газохімічного комплексу проводиться в США, Франції, Німеччині, Нідерландах та інших країнах.